# Ледков, Николай Егорович
Николай Егорович Ледков (17 февраля 1919 — 24 мая 1983) — советский государственный деятель. Председатель Окрисполкома Ненецкого национального округа (1961—1970), депутат Верховного Совета СССР V, VI и VII созывов (1958—1970).

## Биография
Родился 17 февраля 1919 года в Тиманской тундре в семье оленевода. Ненец по национальности. Жил в поселке Индига Ненецкого автономного округа, был оленеводом. В 1942 году был мобилизован на фронт. Воевал под Мурманском в оленно-лыжном батальоне в составе 14-й армии Карельского фронта. Демобилизовался в 1947 году, вернулся в Индигу и в том же году вступил в ВКП(б). Работал в должности замполита, а затем председателя исполкома Тиманского сельсовета. После работы в исполкоме ему доверяют руководство колхозом «Тиманец», а позднее — должность председателя Канино-Тиманского райисполкома.
В 1961 году окончил Вологодскую советско-партийную школу и в сентябре 1961 года был избран председателем исполкома Ненецкого окружного Совета. Двенадцать лет являлся членом Совета национальностей, депутатом Верховного Совета СССР трёх созывов. Был награжден многими орденами и медалями страны.